# Pero Lalović
Pero Lalović, črnogorski general, * 16. marec 1918, † oktober 1996.

## Življenjepis
Pred vojno je bil absolvent na beograjski Pravni fakulteti. Leta 1938 se je pridružil KPJ in leta 1941 NOVJ. Med vojno je bil politični komisar več enot.
Po vojni je nadaljeval politično-komisarsko službo, bil vojaški ataše v Franciji, načelnik štaba graničnih enot,...